# Adalbert de Rambures
Adalbert-Alexandre-Roger de Rambures, né le 26 mai 1811 à Abbeville et mort le 10 janvier 1892 à Vaudricourt, est un homme politique français.

## Biographie
Adalbert de Rambures fait son droit à Paris, puis se retire dans ses propriétés de Vaudricourt où il devient conseiller municipal en 1835 et maire en 1847.
Conseiller d'arrondissement en 1848, conseiller général du canton d'Ault en 1855, il est élu, le 8 février 1871, représentant de la Somme à l'Assemblée nationale, se fait inscrire à la Réunion Saint-Marc Girardin (centre droit), et vote pour la paix, pour l'abrogation des lois d'exil, pour la pétition des évêques, pour le service de trois ans, pour la démission de Thiers, pour le septennat, pour le ministère de Broglie, contre l'amendement Wallon, contre les lois constitutionnelles.
À la dissolution de l'Assemblée nationale, il ne se représente pas.

## Sources
- « Adalbert de Rambures », dans Adolphe Robert et Gaston Cougny, Dictionnaire des parlementaires français, Edgar Bourloton, 1889-1891 [détail de l’édition]